# Valea Hunza
Hunza (în burushaski : ہنزو, în wakhi și în urdu ہنزہ) este o vale montană situată în extremitatea nordică a regiunii autonome Gilgit-Baltistan a Pakistanului, care se învecinează cu coridorul Wakhan al Afganistanului și cu regiunea Xinjiang a Chinei. Valea se întinde pe cursul râului Hunza, la circa 2.500 m altitudine, și are suprafața de 7.900 km2.
Aliabad este principalul oraș din vale, în timp ce Baltit este o destinație turistică populară datorită peisajelor spectaculoase oferite de munții din vecinătate precum Bojahagur Duanasir, Ultar Sar (sau Bojahagur Duanasir II), vârful Ghenta, vârful Hunza, vârful Passu Sar, Diran și Bubuli Motin, care se înalță toate la peste 6.000 m altitudine.

## Istoric

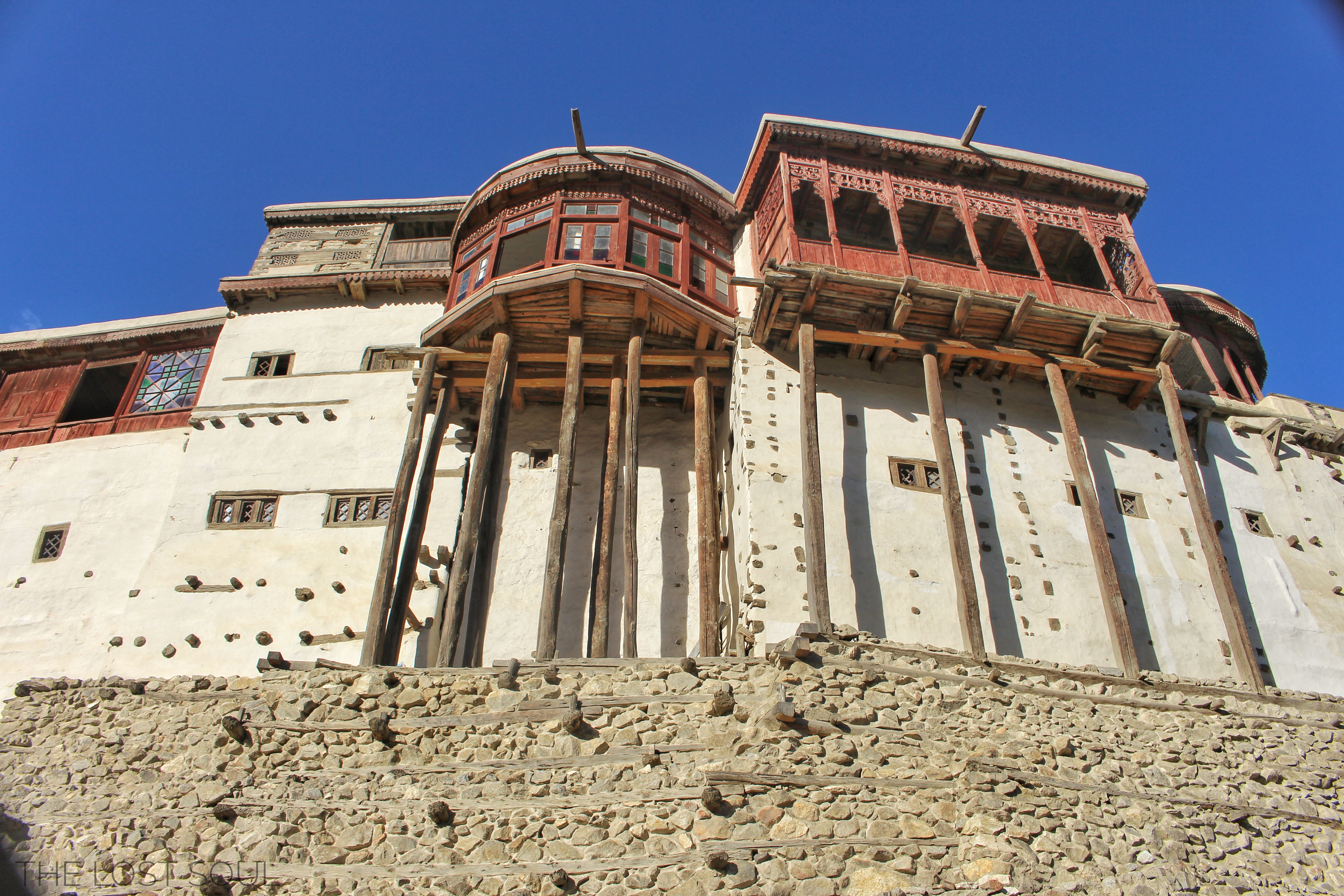
Fortul Baltit, fosta reședință a prinților suverani ai Hunzei

Hunza a fost anterior un stat princiar care se învecina cu regiunea autonomă chineză Xinjiang la nord-est, cu Munții Pamir la nord-vest, cu agenția britanică Gilgit la sud și cu principatul Nagar la est. Capitala statului era orașul Baltit (cunoscut și sub numele de Karimabad); o altă așezare veche este satul Ganish, care înseamnă în traducere „aur vechi”. Hunza a fost un principat independent timp de mai bine de 900 de ani, până când britanicii au dobândit controlul asupra văii Hunza și a văii învecinate Nagar în urma unei campanii militare desfășurate între anii 1889 și 1891. Prințul suveran (mir/tham) Safdar Khan al Hunzei s-a refugiat în orașul Kashghar din China și a cerut azil politic. Statul princiar a continuat să existe, cu anumite grade de autonomie administrativă, până în 1974, când a fost desființat în cele din urmă de Zulfikar Ali Bhutto și integrat ca regiune a Pakistanului.

### Mir / Tham
Potrivit unei relatări a luiJohn Bidulf în cartea sa Tribes of the Hindoo Koosh:
| “ | Familia domnitoare din Hunza este numită Ayeshe (divină). Cele două state Hunza și Nagar au fost anterior unul singur, condus de o ramură a familiei Shahreis, familia domnitoare din Gilgit, a cărei capitală administrativă era Nagar. Primul musulman a venit în Valea Hunza-Nagar acum aproximativ 1000 de ani (în timpul lui Imam Islām Shāh, al 30-lea imam al musulmanilor ismailiți). După introducerea islamului în Gilgit, prințul s-a căsătorit cu o fiică a lui Trakhan din Gilgit, care a născut doi fii gemeni, pe nume Moghlot și Girkis. Familia domnitoare din Nagar descinde din primul dintre ei. Se spune că gemenii s-au arătat ostili unul față de altul încă de la naștere. Atunci tatăl lor, neputând să soluționeze problema succesiunii, a împărțit statul în două, dându-i lui Girkis malul nordic (vestic) al râului și lui Moghlot malul sudic (estic) al râului. | ” |

### Alunecarea de teren din 2010
O alunecare de teren care a avut loc la 4 ianuarie 2010 a blocat cursul râului Hunza și a format Lacul Attabad (numit și Lacul Gojal), punând în pericol viețile a 15.000 de persoane care locuiau în valea de jos și acoperind un tronson de 27 km al autostrăzii Karakorum. Noul lac se întinde pe o lungime de 30 km și are o adâncime maximă de 120 m, atunci când a fost format și râul Hunza a ajuns la nivelul de sus al barajului natural. Alunecările de teren au acoperit complet mai multe secțiuni ale autostrăzii Karakorum.

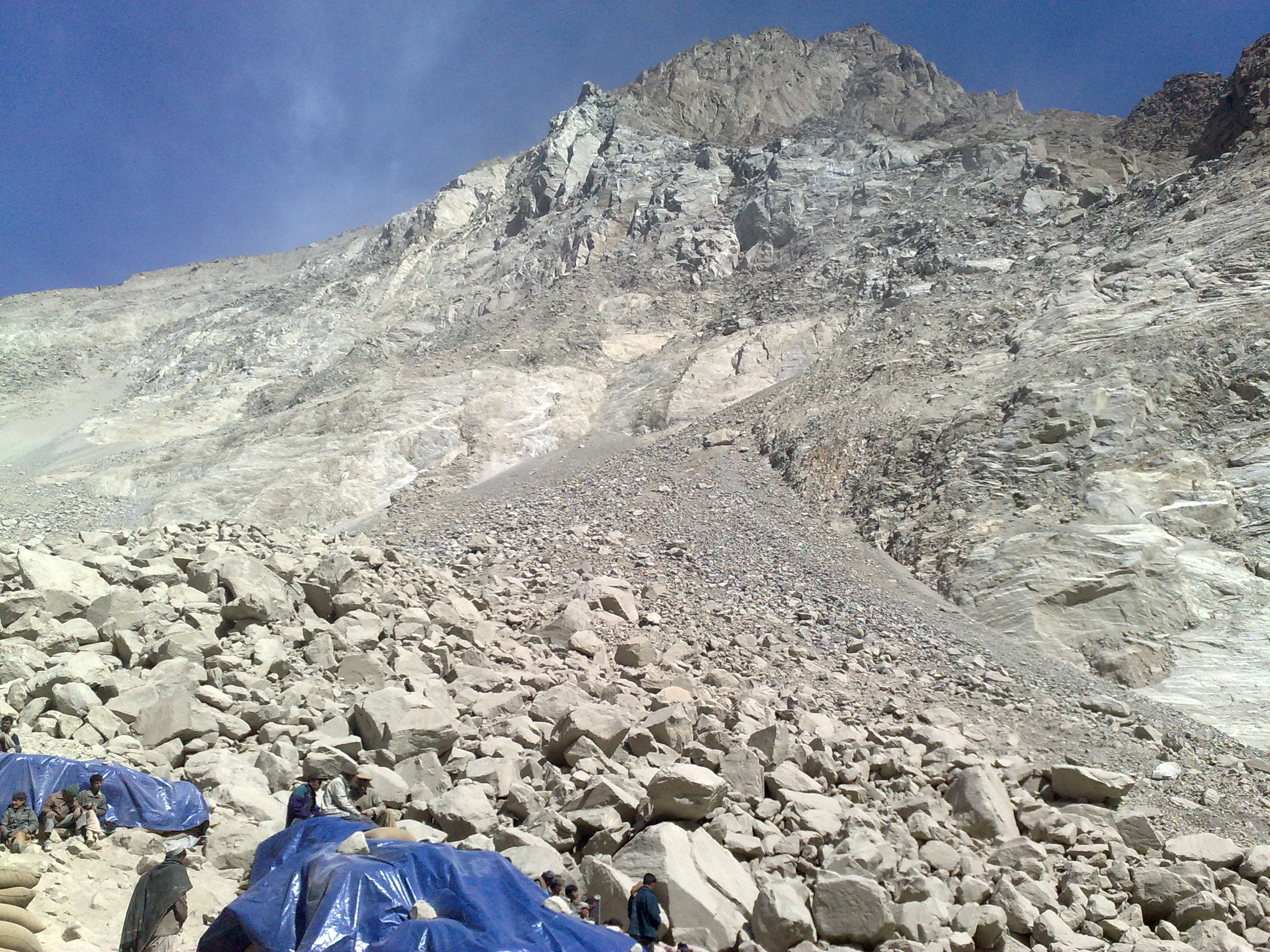
Alunecarea de teren din 2010.
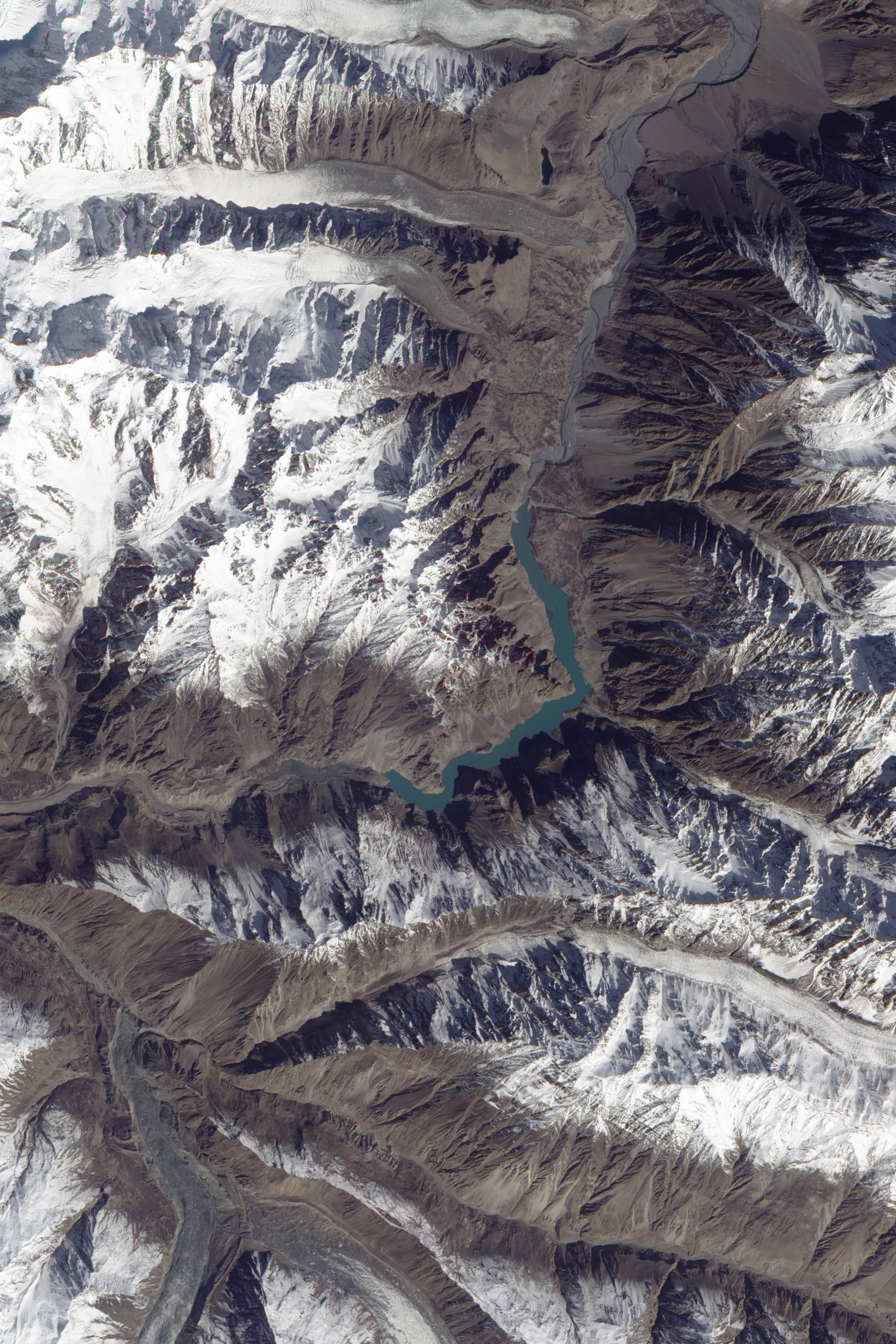
Lacul Attabad format în urma unei alunecări de teren în vale la 4 ianuarie 2010.
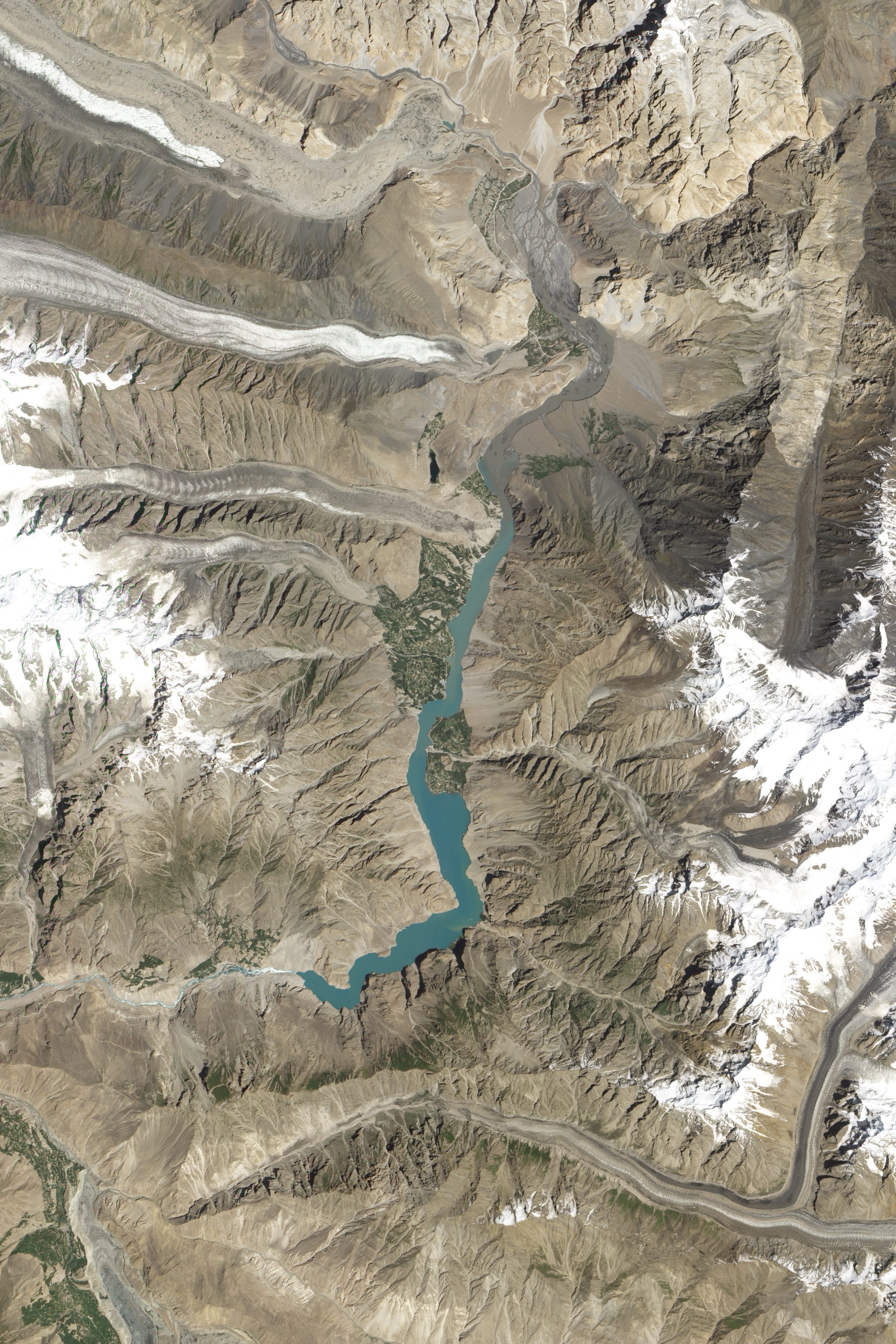
Lacul la 3 august 2011.

## Geografie
Mai multe vârfuri de peste 6.000 m se înalță de o parte și de alta a văii Hunza: Rakaposhi (7.788 m), Ultar Sar (7.388 m), Bojahagur Duanasir II (7.329 m), Ghenta Sar (7.090 m), vârful Hunza (6.270 m), vârful Darmyani (6.090 m) și Bubuli Motin (6.000 m).
Valea Hunza este împărțită în trei subdiviziuni geografice:

### Valea Gojal / Hunza Superioară

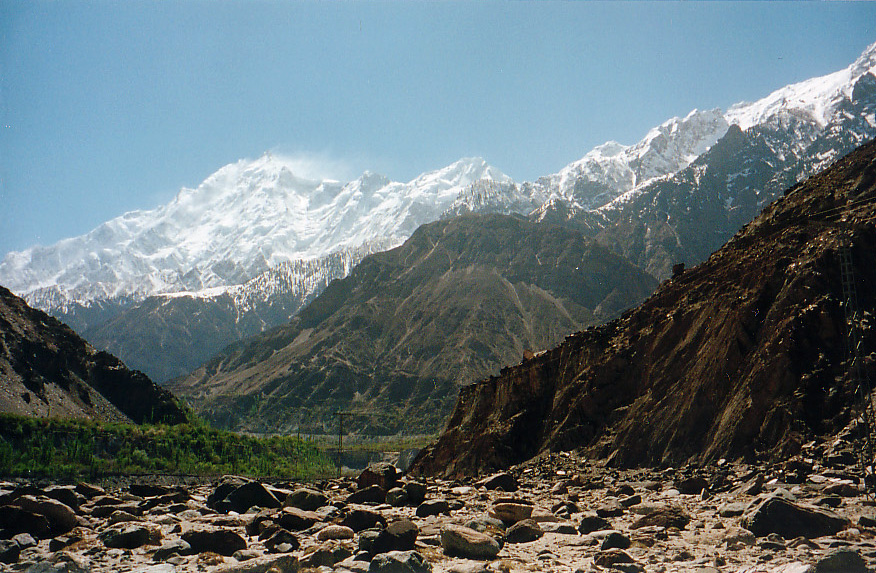
Muntele Rakaposhi (7.788 m), văzut din valea Nagar.

Sectorul Hunza Superioară conține tehsil-urile de pe valea Gojal din districtul Hunza-Nagar. Principalele orașe, sate și văi din acest sector sunt:
- Gulmit
- Shishket
- Passu
- Sost
- Shimshal
- Jamalabad
- Gircha
- Wakhi
- Ghulkin
- Hussaini (anterior Sisoni/Ghusani)
- Borith
- Chipursan
- Ghalapan
- Ispenj
- Khudaabad
- Pasul Khunjareb
- Khyber
- Morkhoon
- Migar
- Misgar
- Raminj
- Kirmin
- Reshit Khill
- Shersabz
- Shishkat (în prezent Nazeemabad)
- Shitmerg
- Yarzerech
- Zoodkhoon

### Hunza Inferioară

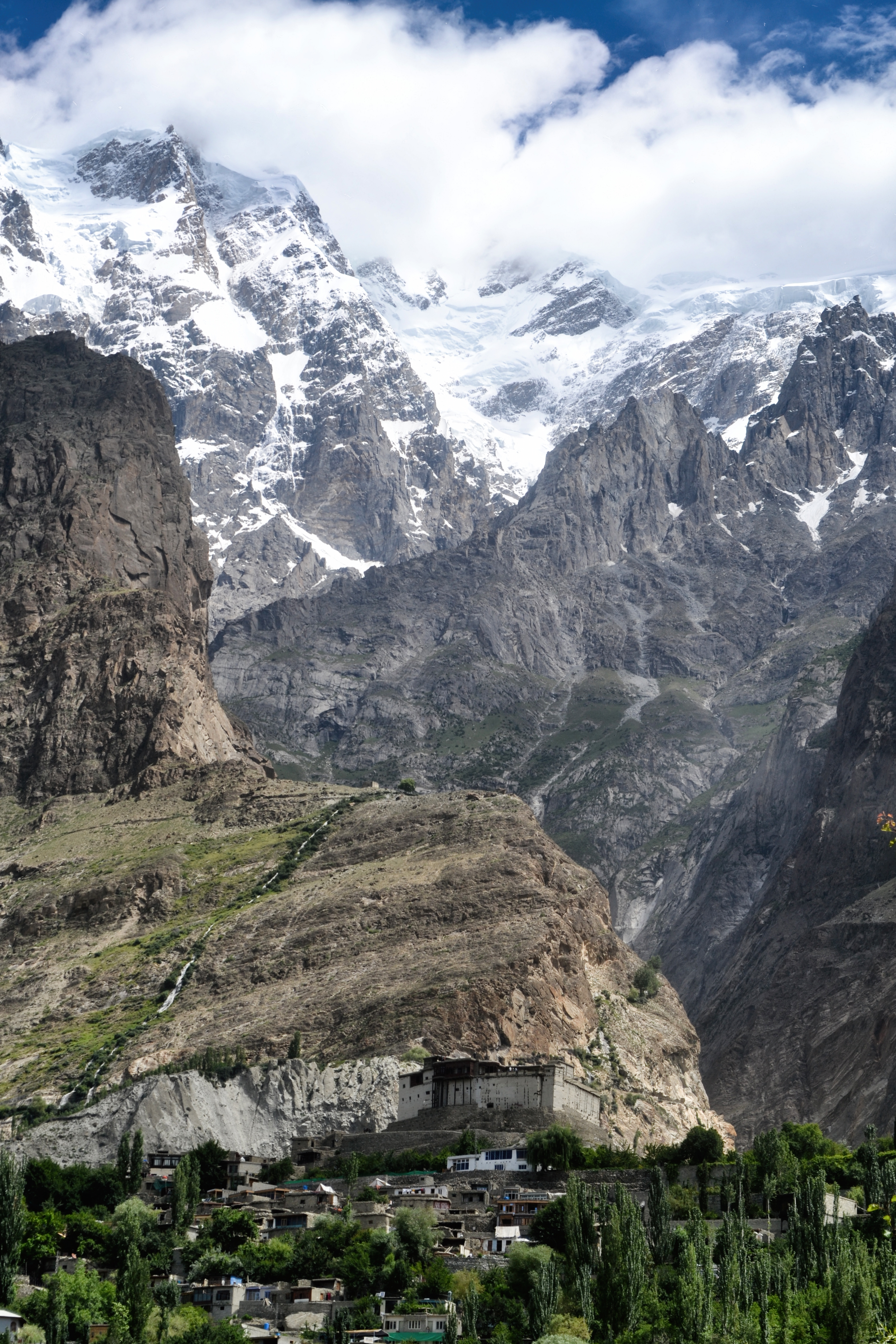
Vârful Ultar (7.388 m) se înalță deasupra sectorului Hunza Centrală.

Sectorul Hunza Inferioară cuprinde o parte a tehsil-ului Aliabad din districtul Hunza-Nagar. Principalele orașe, sate și văi din acest sector sunt:
- Nasirabad
- Khanabad - mic sat situat în munții din Hunza Inferioară între Mayoon și Nasirabad pe autostrada Karakorum din Pakistan. În 1902 opt familii din Nasirabad merg acolo (numele vechi al locului era Jhok Das) și construiesc un canal de piatră prin munți. Prințul suveran al Hunzei a trimis 4 familii din Hunza Centrală pentru a se stabili acolo. Un secol mai târziu, populația satului este de aproximativ 1.850 de locuitori, care trăiesc în 280 de case
- Mayoon
- Hussainabad
- Khizerabad

### Hunza Centrală
Sectorul Hunza Centrală cuprinde o parte a tehsil-ului Aliabad din districtul Hunza-Nagar. Principalele orașe, sate și văi din acest sector sunt:
- Aliabad
- Hyderabad Hunza
- Dorkhan
- Karimabad
  - Fortul Baltit
- Altit
  - Fortul Altit
- Ahmedabad
- Ganish
- Hassanabad
- Murtazaabad
- Bouroushos
- Garelt
- Salmanabad

Un turn de strajă este situat în centrul satului Ganish, Fortul Baltit se află deasupra satului Karimabad în timp ce Fortul Altit este un pic mai jos în vale, pe un alt afloriment stâncos.
La 1 iulie 2018 piloții Armatei Pakistanului au efectuat o misiune îndrăzneață, salvând trei turiști străini blocați de o avalanșă de zăpadă la o înălțime de peste 5.800 m pe vârful Ultar Sar de lângă Valea Hunza. Condițiile meteorologice amenințătoare au făcut ca misiunea de salvare realizată de elicopterul armatei pe vârful Ultar Sar (7.388) să fie foarte dificilă, dar a fost dusă la capăt. Bruce Normand și Timothy Miller din Marea Britanie au fost găsiți în viață, în timp ce însoțitorul lor, Christian Huber din Austria, a murit în avalanșă 
Thomas Drew, înaltul comisar britanic în Pakistan, a declarat „că misiunea a fost „remarcabilă și periculoasă. [...] Recunoștința noastră față de piloții Armatei Pakistaneze care au salvat doi alpiniști britanici prinși de o avalanșă pe vârful Ultar Sar lângă Hunza. Gândurile noastre față de colegul lor alpinist austriac care a murit”.

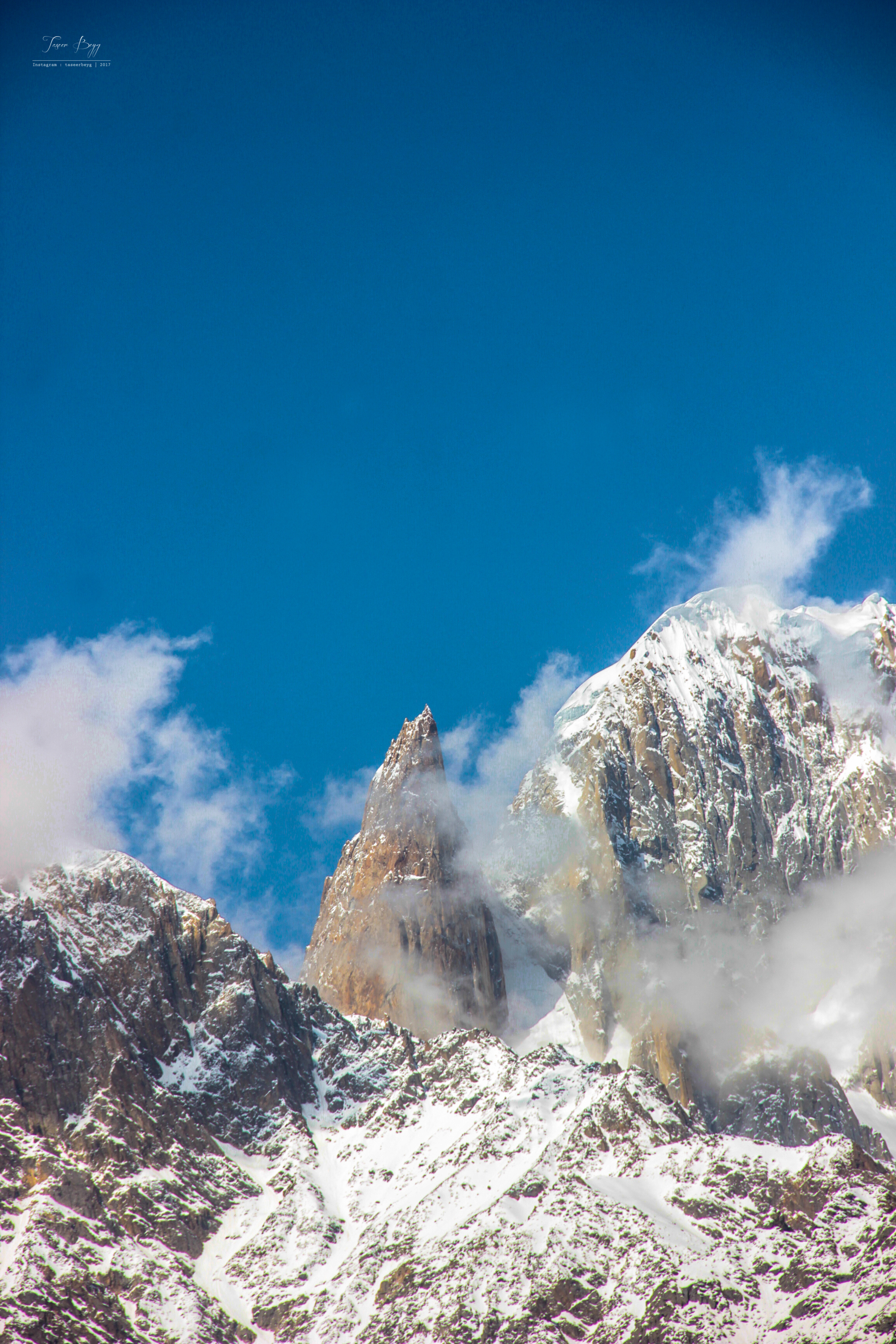
Vârful Bublimotin, cu o înălțime de 6.000 m
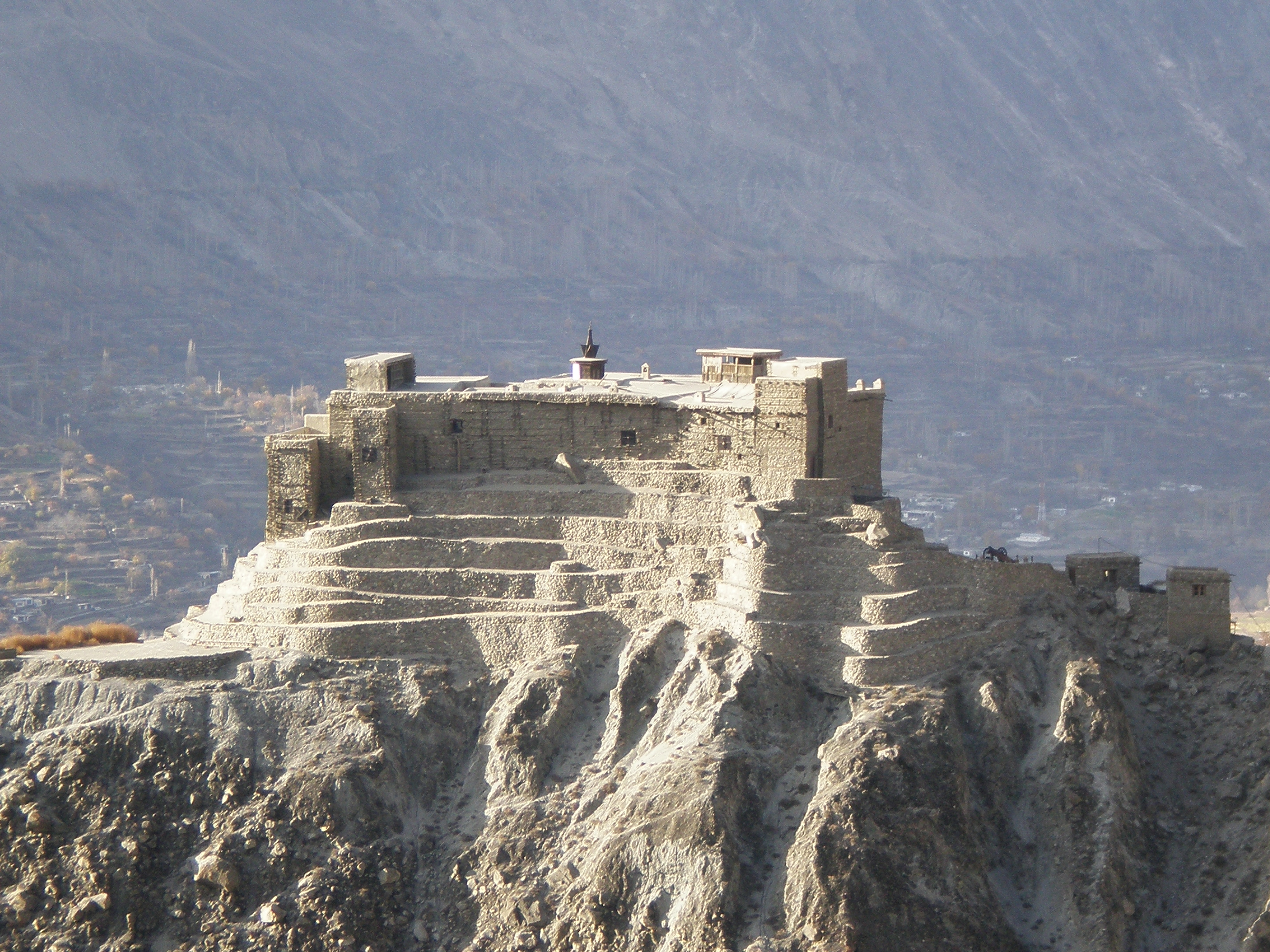
Fortul Baltit, vechea reședință a prinților suverani ai Hunzei
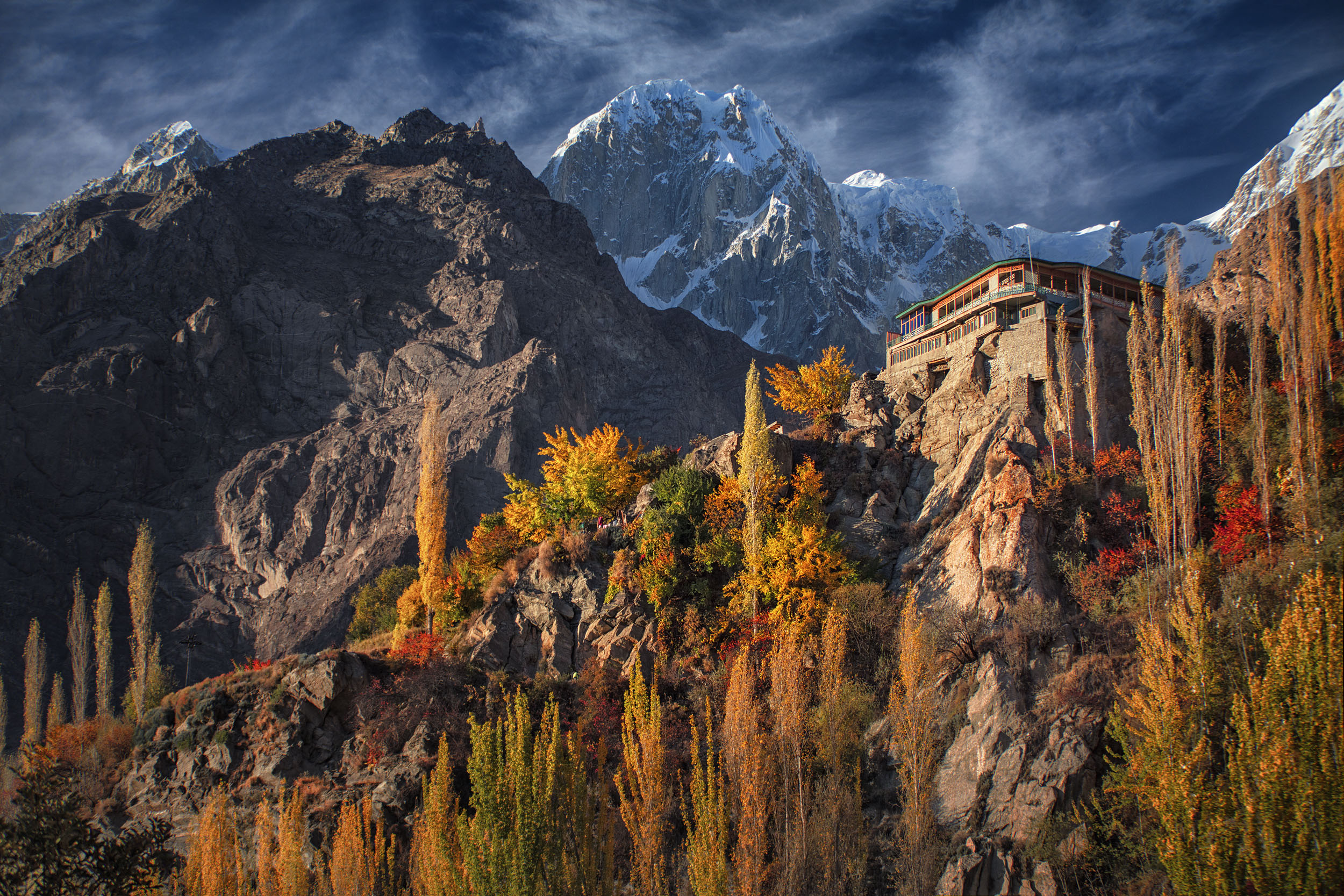
Valea Altit cu fortul omonim, în Hunza Centrală

## Populație
Principalele limbi vorbite pe plan local sunt burushaski, wakhi și shina. Rata de alfabetizare a populației de pe valea Hunza este mai mare de 77%. Pe teritoriul istoric al văii Hunza și al nordului Pakistanului au avut, de-a lungul secolelor, numeroase războaie, migrații în masă și relocări ale triburilor. Populația regiunii a transmis prin viu grai tradițiile istorice de la o generație la alta.
Longevitatea populației de pe valea Hunza a fost evidențiată de unii cercetători, dar alții resping acest mit al longevității și consideră că o speranță de viață de 110 ani pentru bărbați și 122 de ani pentru femei reprezintă o abatere statistică semnificativă. Nu există dovezi științifice că speranța de viață a populației de pe valea Hunza ar fi semnificativ superioară speranței medii de viață din regiunile izolate și sărace ale Pakistanului. Pretenția că oamenii din zonă ar beneficia de o sănătate solidă și de o viață îndelungată s-a bazat aproape întotdeauna doar pe afirmațiile prințului local. Un autor care a avut numeroase contacte cu populația burusho, John Clark, a raportat că localnicii aveau în general o stare nesatisfăcătoare de sănătate.

## Educație
Începând din 2016 Karakoram International University (cu sediul în Gilgit) are un campus secundar în districtul Hunza. Aici sunt organizate programe de studii de licență în matematică, biologie, turism și management al dezvoltării regionale.

## Galerie

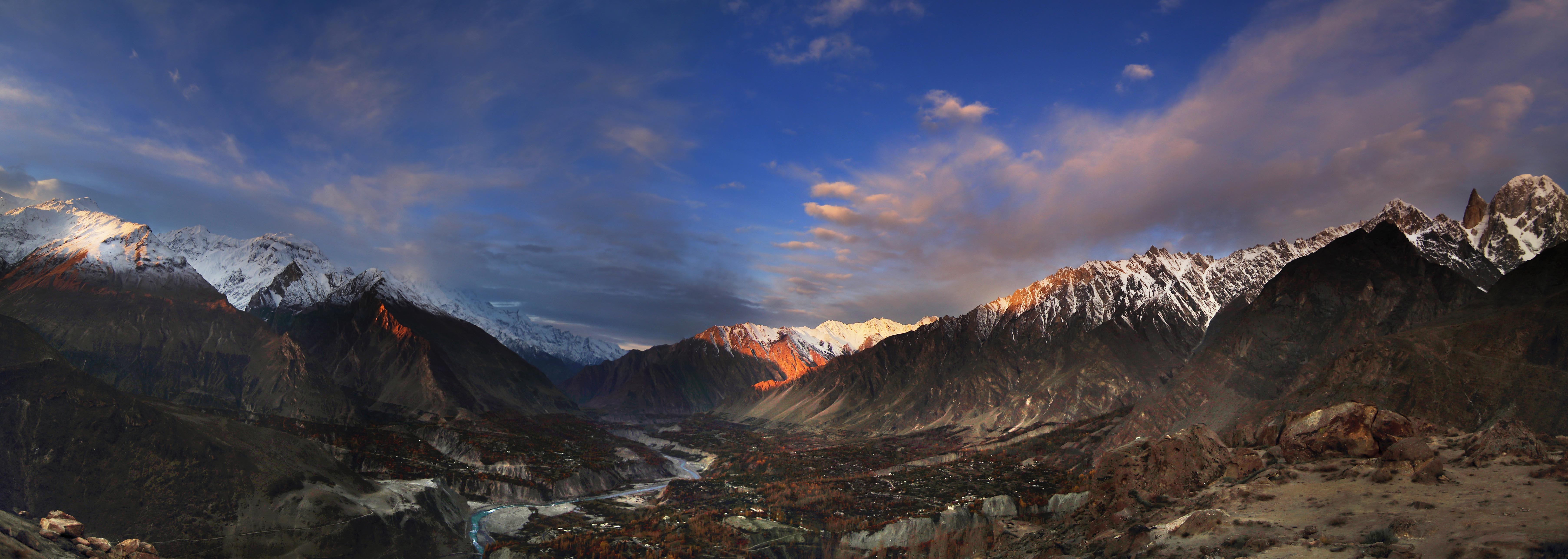
Răsăritul soarelui peste valea Hunza
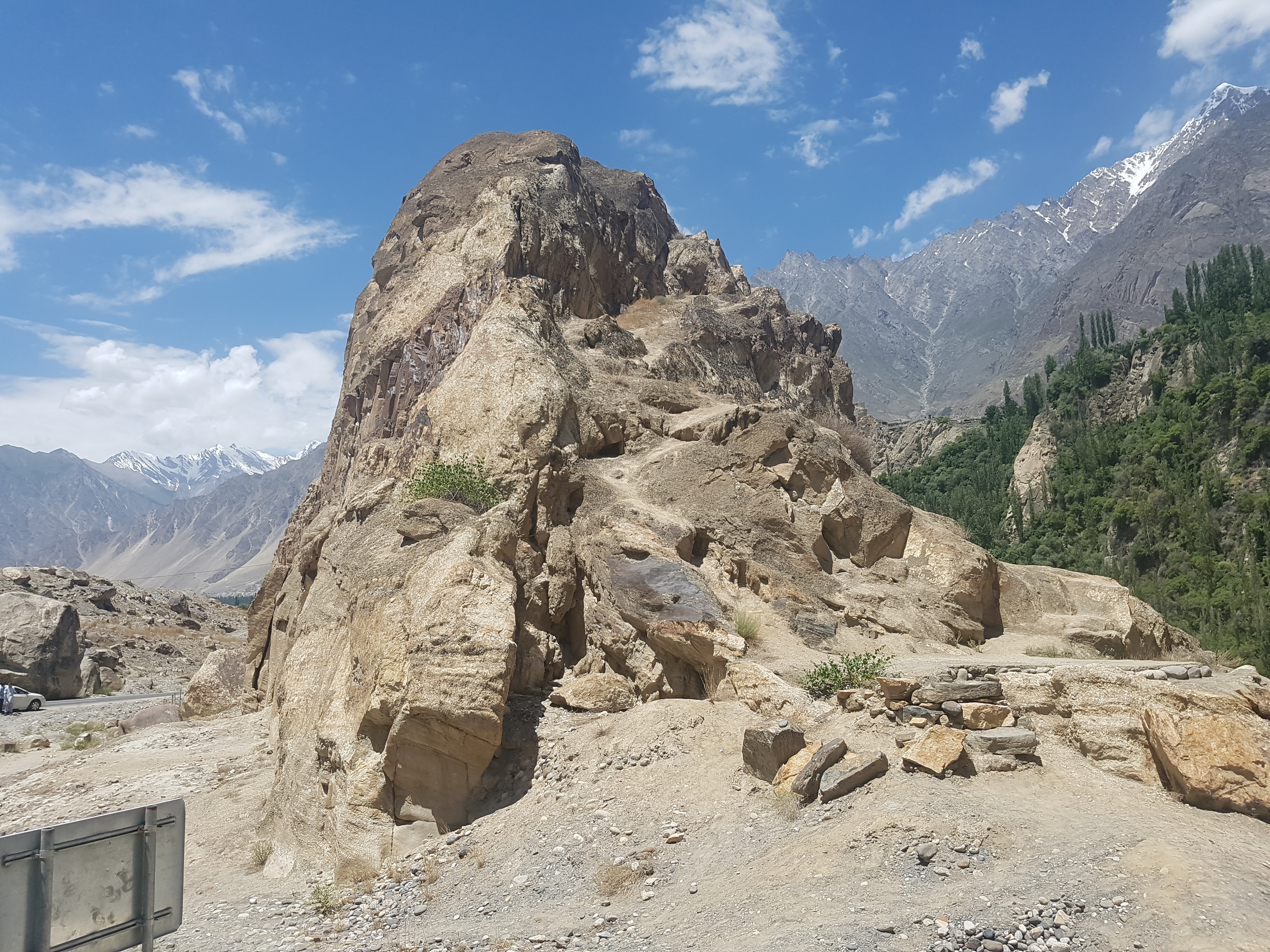
Rocile Sacre de pe valea Hunza conțin desene din trecutul șamanic al zonei
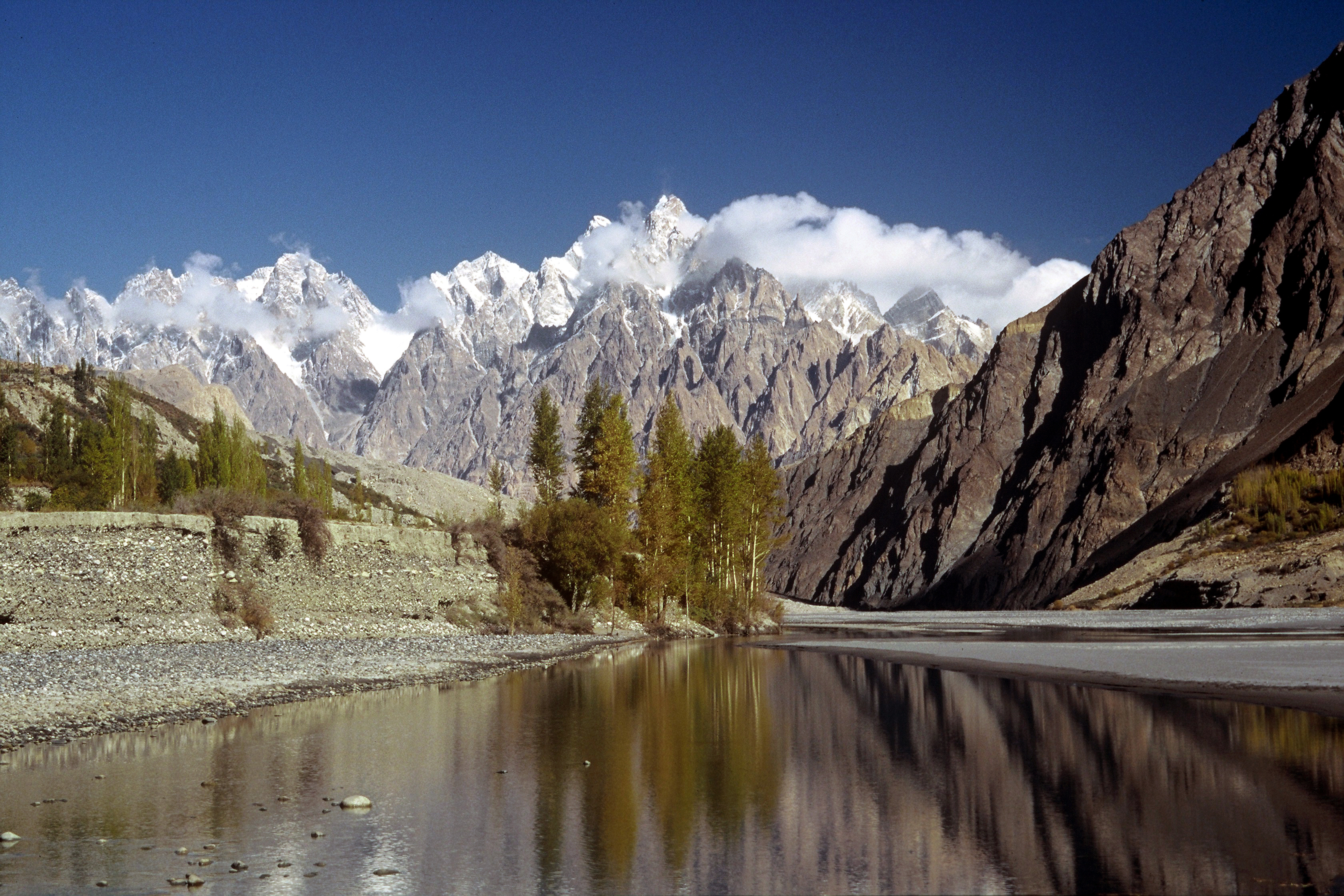
Râul Hunza lângă Gulmit
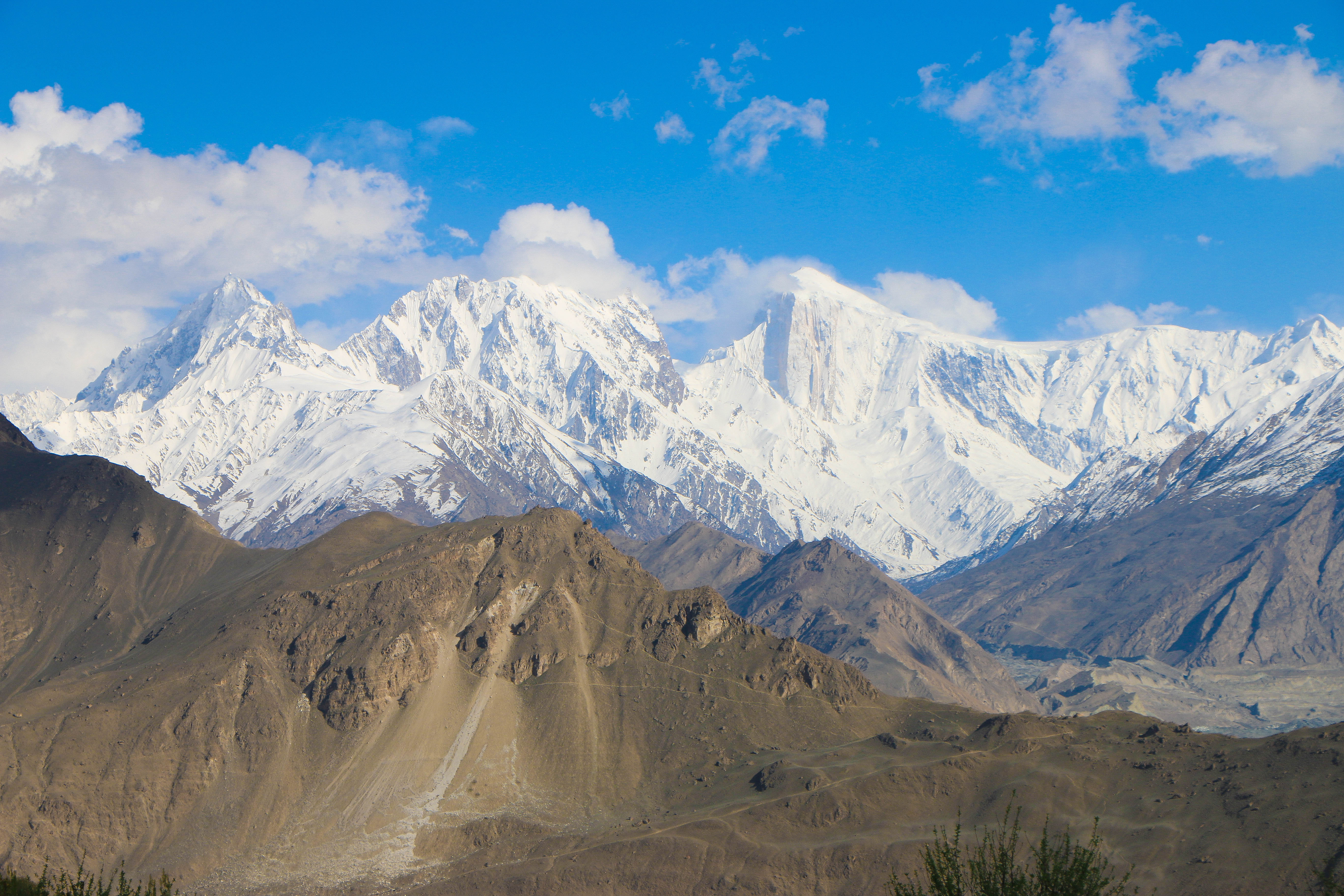
Piscul Auriu (7.027 m) văzut din Fortul Baltit
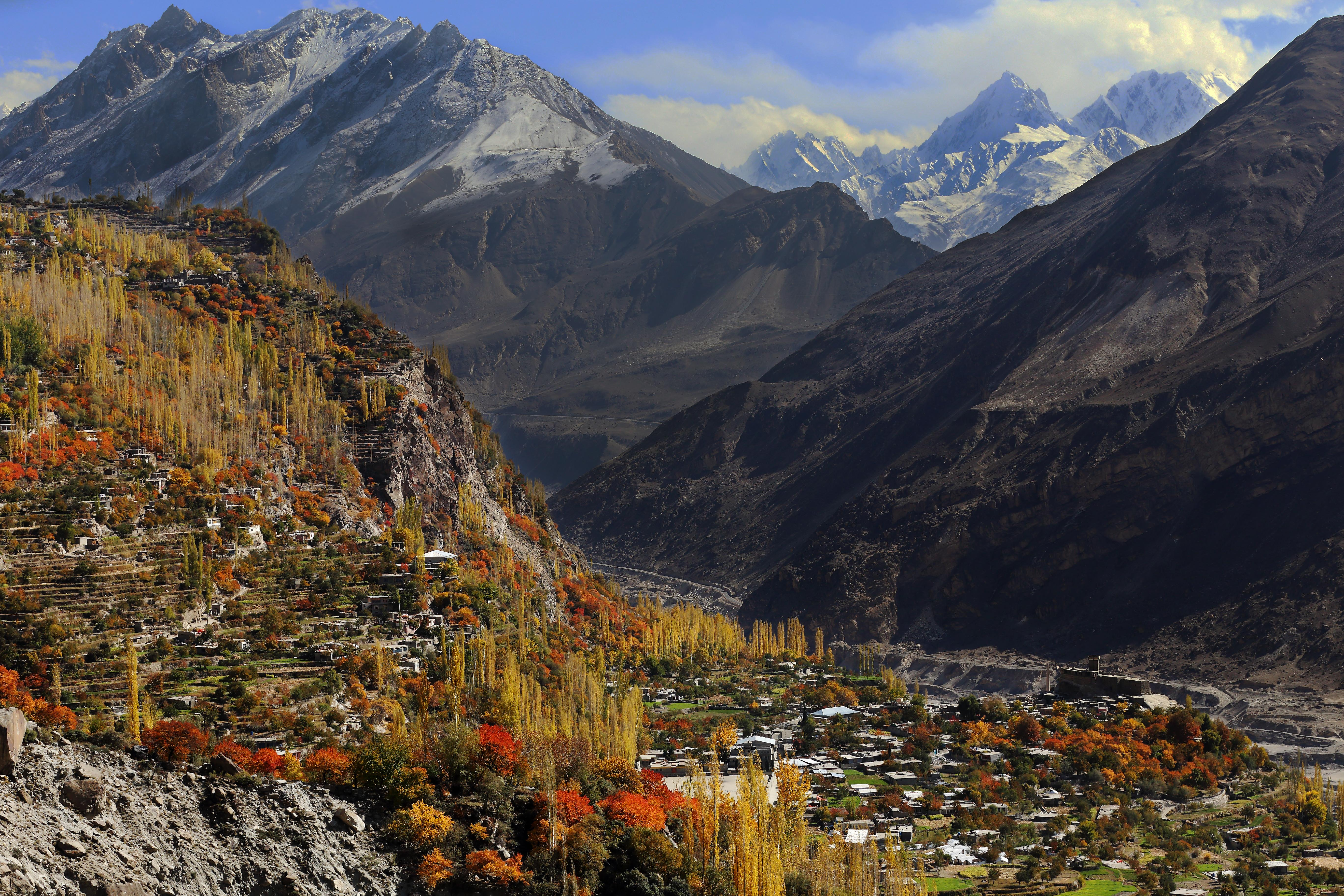
Vedere din Fortul Altit
O vedere panoramică a Platoului Duikar și a câmpurilor în terase de pe valea Hunza
Valea Hunza văzută din Cuibul Vulturului, cu vârful Rakaposhi (7.778 m), fortul Baltit, fortul Altit și joncțiunea cu valea râului Nagar
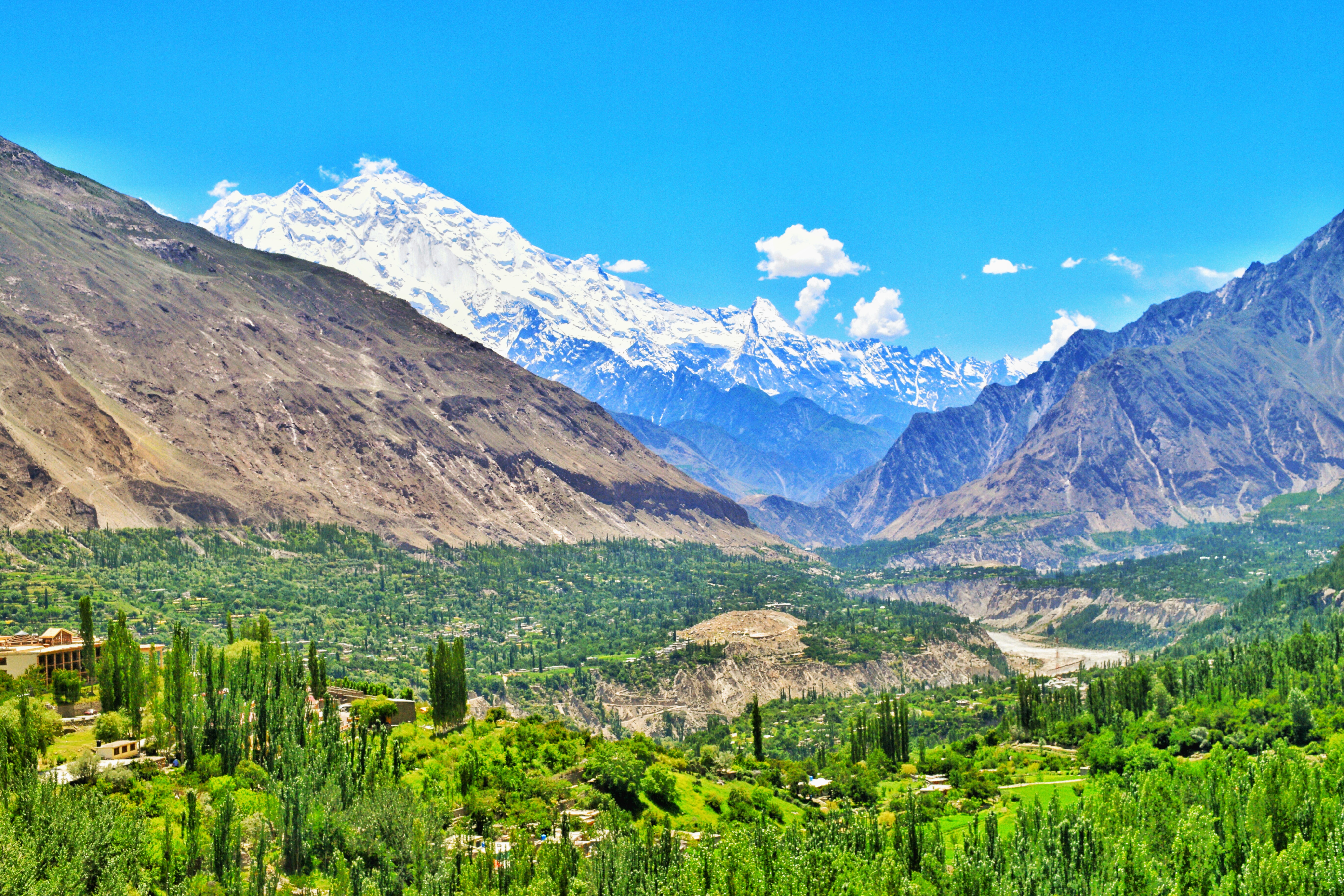
Vârfuri acoperite de zăpadă văzute din Cuibul Vulturului
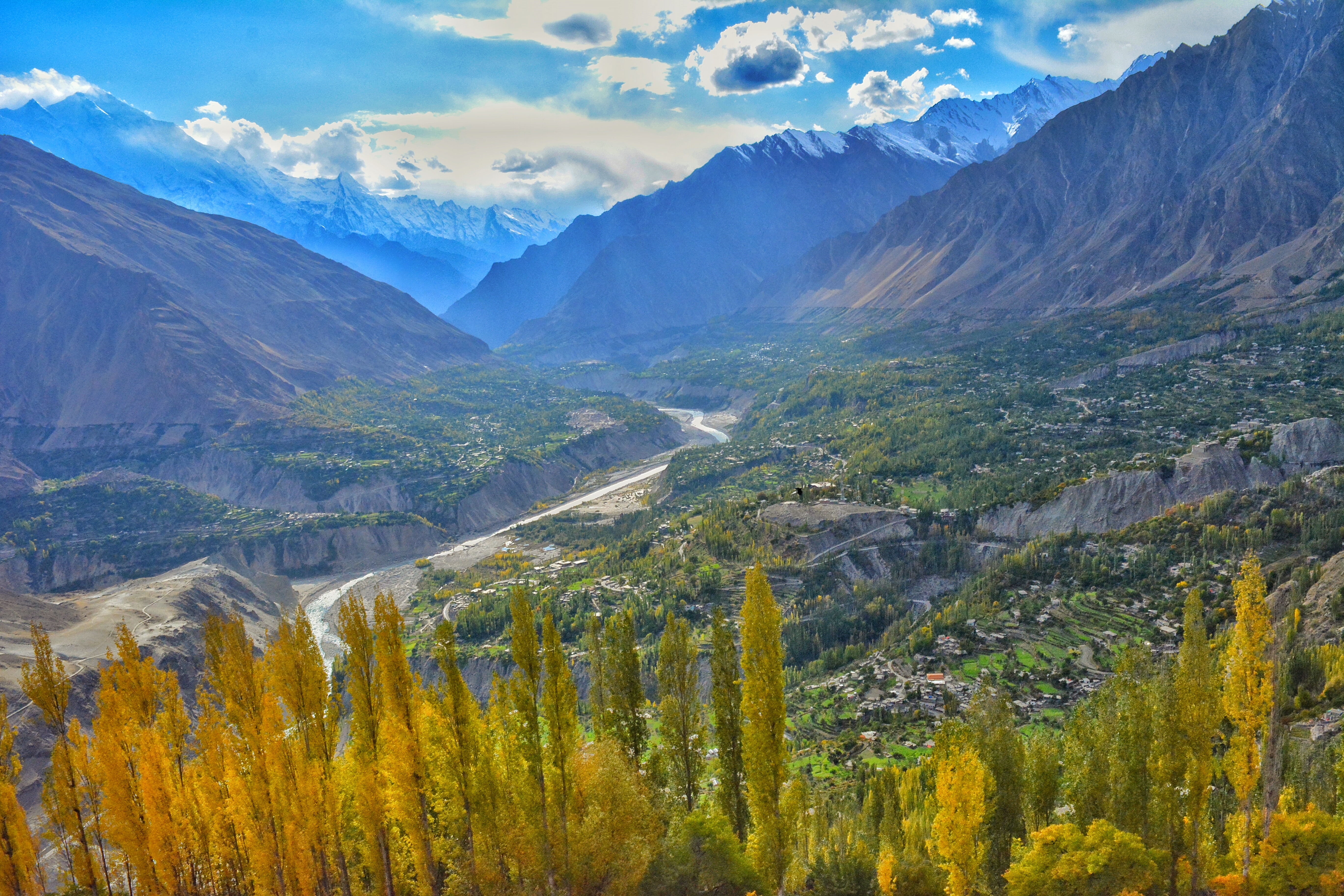
Platoul Duikar văzut toamna
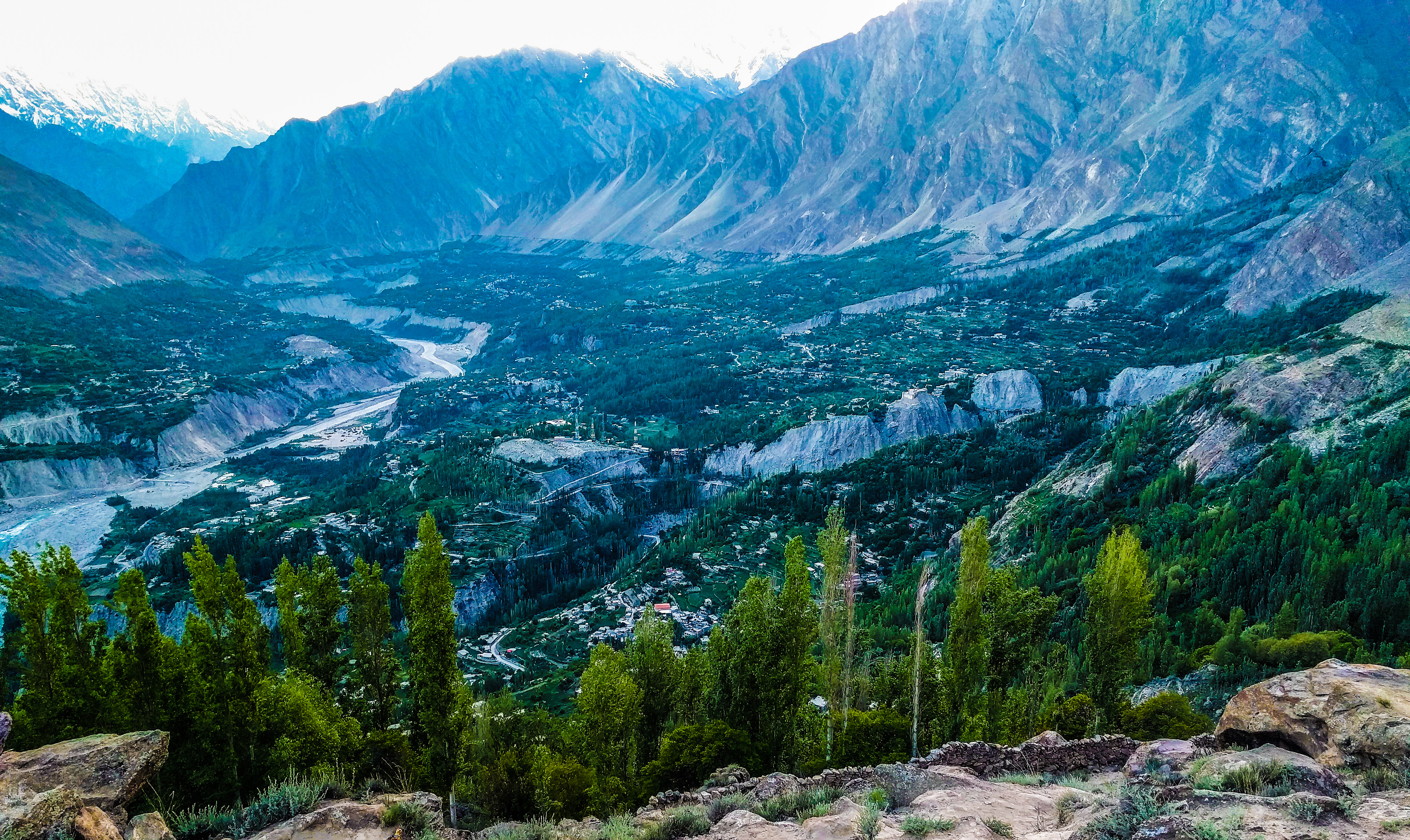
Cuibul Vulturului
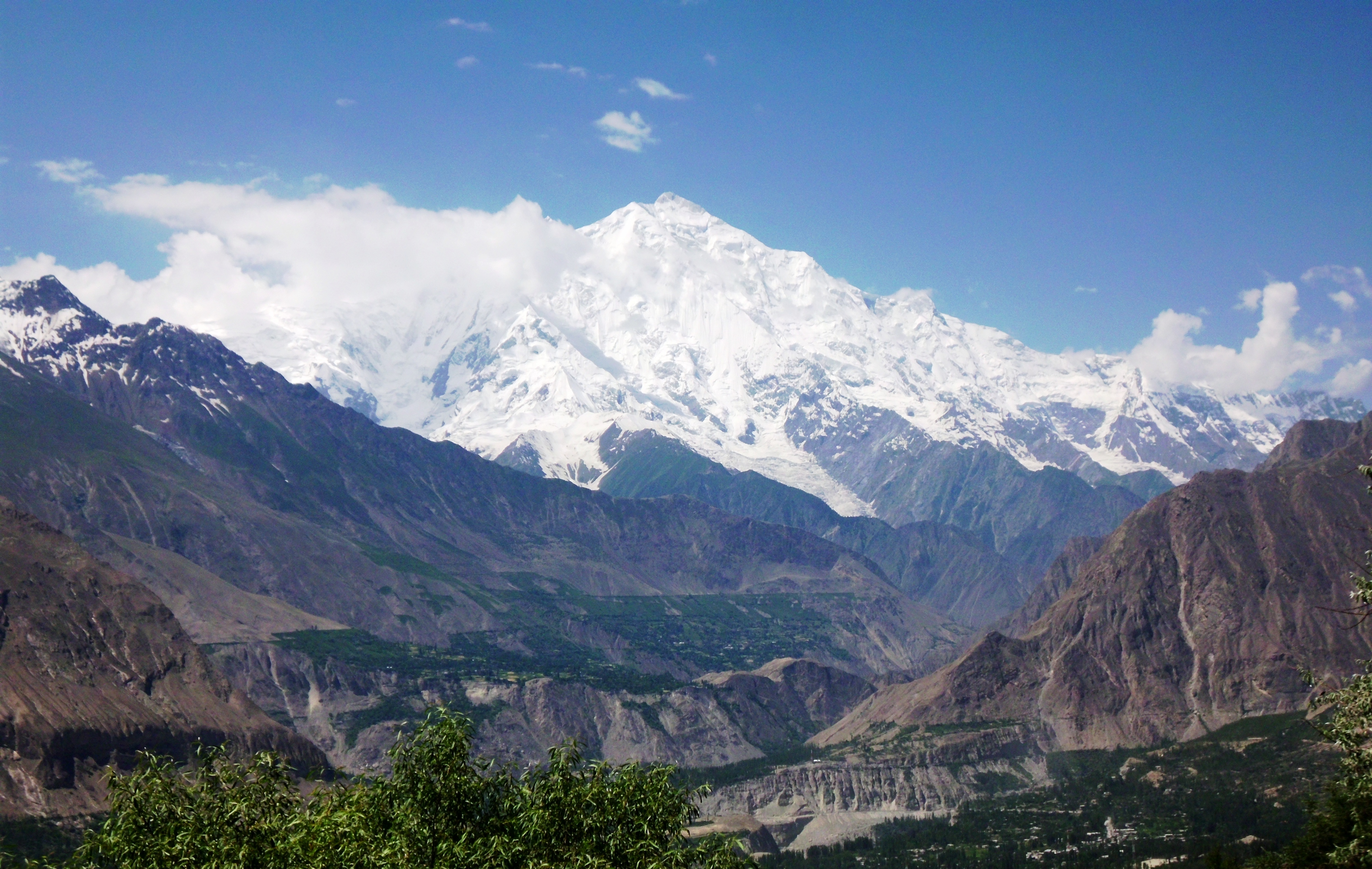
Valea Hunza și versantul nordic al muntelui Rakaposhi
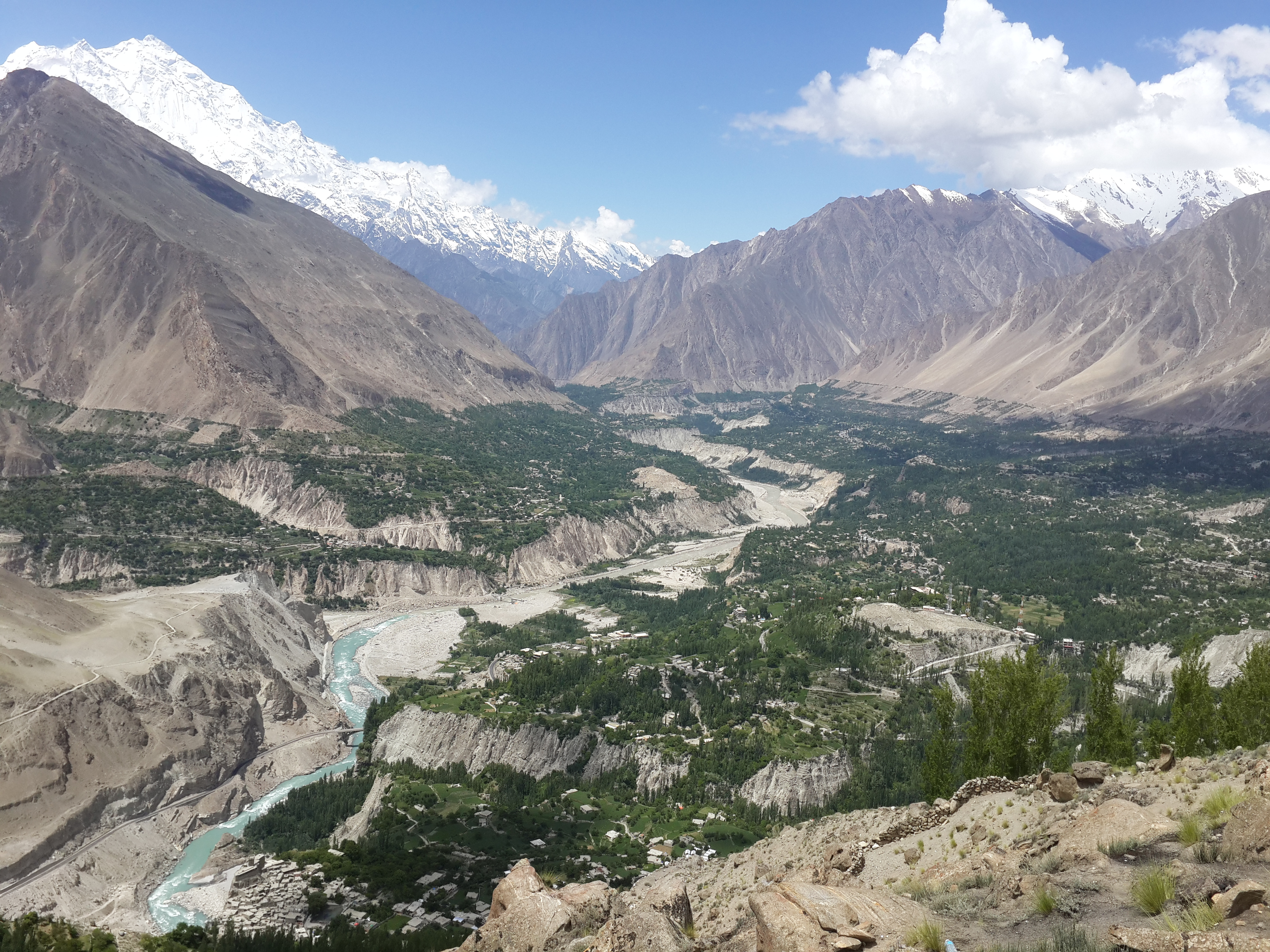
Valea Hunza.
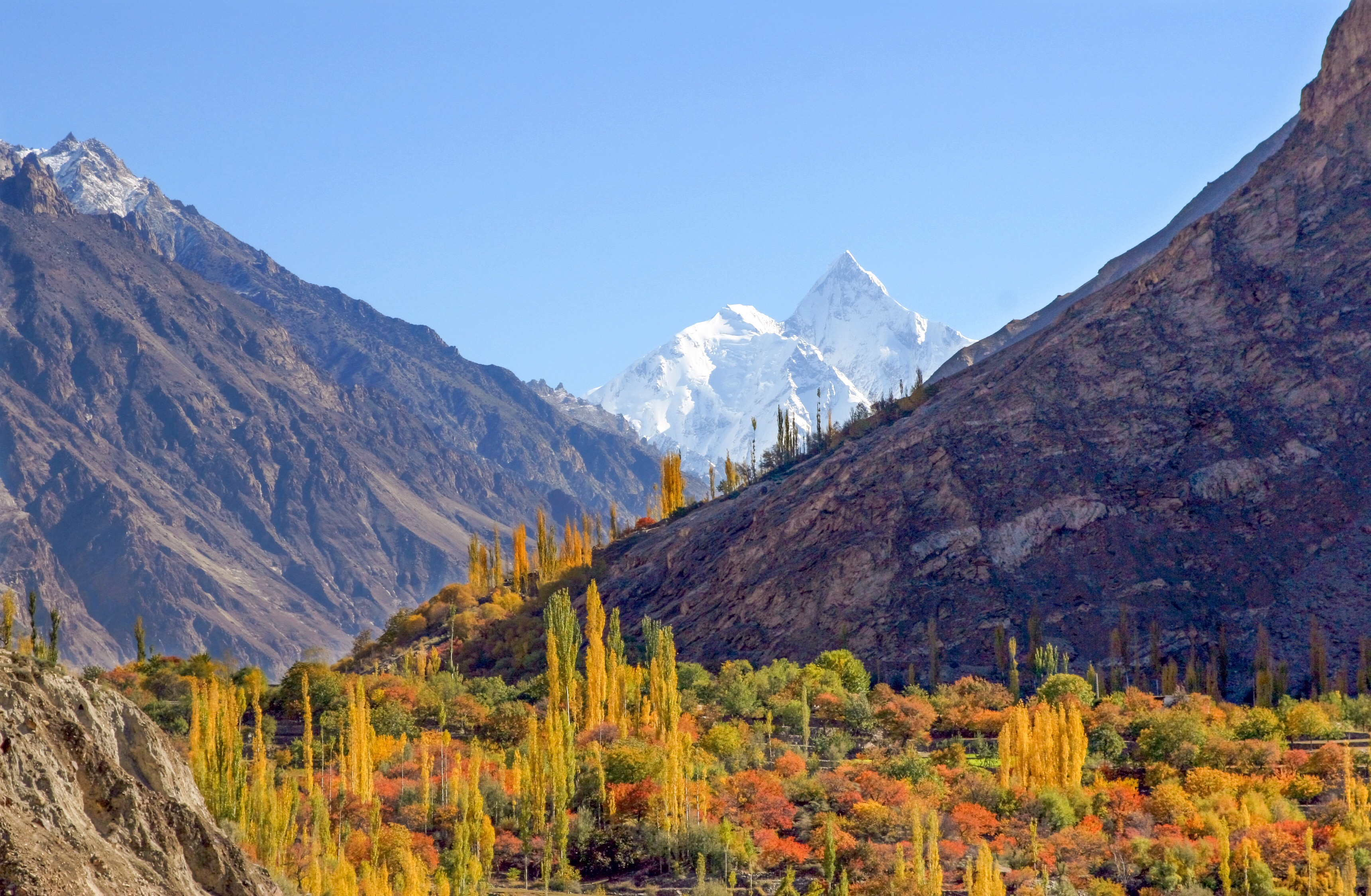
Valea Hunza la sfârșitul toamnei
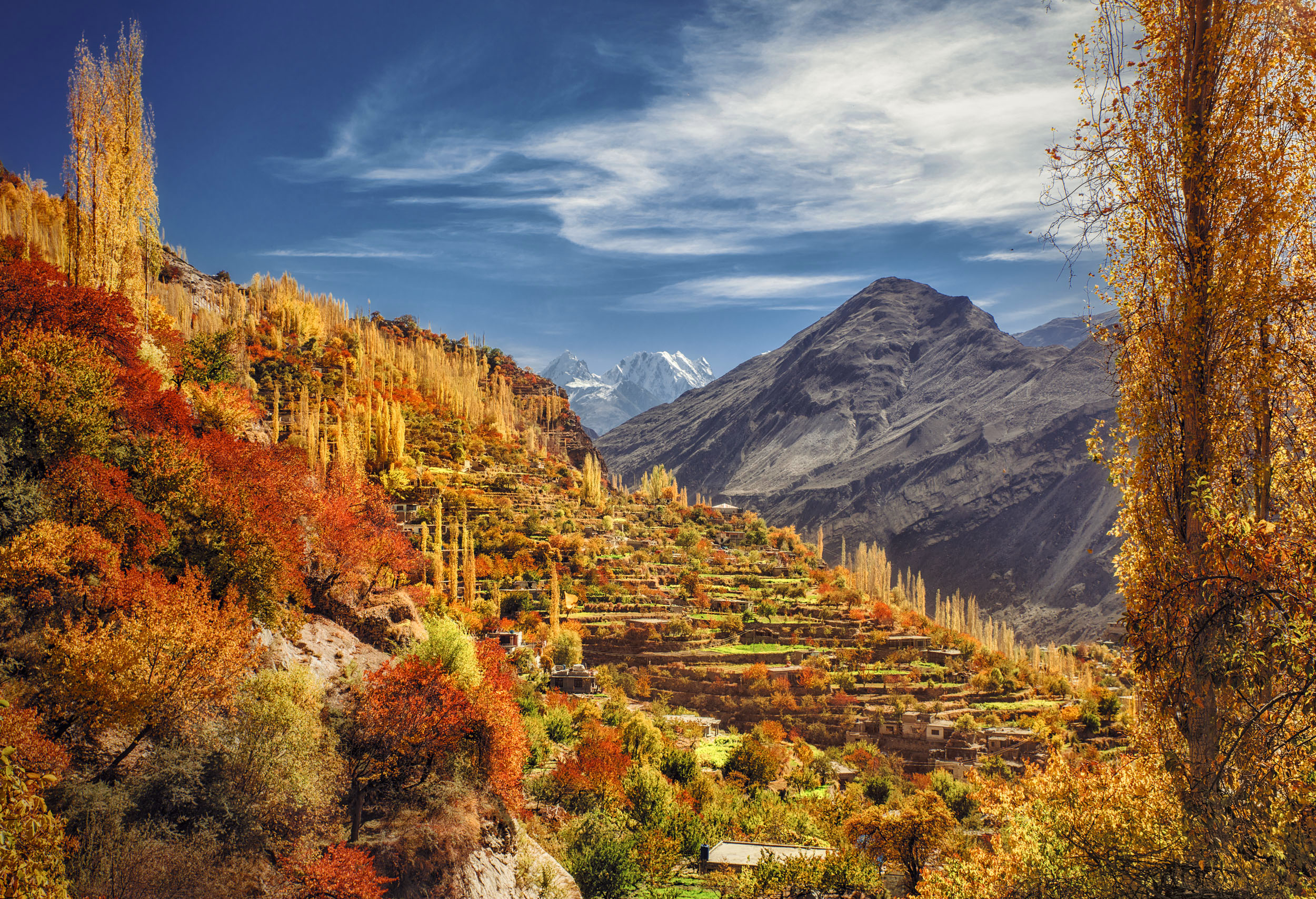
Toamnă pe valea Hunza

## Legături externe
- La Wikivoyage găsiți un ghid turistic despre Hunza Valley
- Hunza Valley Page - Information Department Gilgit Baltistan Government Arhivat în 5 aprilie 2016, la Wayback Machine.